# 凱莫省
凱莫省 （法語：Prefecture de Kémo）是中非共和国16省之一，首府锡布。該省人口为 118,410人，面积为17,204平方公里。該省成立於1974年8月6日。